# ペイン・アンド・グローリー
『ペイン・アンド・グローリー』（西: Dolor y gloria、英: Pain and Glory）は、2019年のスペインのドラマ映画。監督・脚本はペドロ・アルモドバル、主演はアントニオ・バンデラス。アルモドバルの自伝的な要素が織り込まれた作品で、アルモドバル作品の常連俳優であるバンデラスが主人公の世界的映画監督を演じた。
第72回カンヌ国際映画祭のコンペティション部門に出品され、バンデラスが男優賞を受賞した。
日本では2020年6月19日に公開された。

## キャスト
- サルバドール・マヨ: アントニオ・バンデラス - 半ば引退状態にある有名映画監督。
- ハシンタ・マヨ: ペネロペ・クルス - サルバドールの母。
  - 老年期: フリエタ・セラーノ（スペイン語版）
- ベナンシオ・マヨ: ラウール・アレバロ - サルバドールの父。
- アルベルト・クレスポ: アシエル・エチェアンディア（スペイン語版） - サルバドールと絶縁した俳優。
- フェデリコ・デルガド: レオナルド・スバラグリア - サルバドールのかつての恋人。
- メルセデス: ノラ・ナバス（スペイン語版） - サルバドールのアシスタント。
- スレマ: セシリア・ロス - サルバドールの旧友のベテラン女優。

## 評価
本作は批評家から高い評価を受けている。Rotten Tomatoesには296件の批評家レビューがあり、批評家支持率は96%で、平均点は10点満点で8.3点、批評家の一致した見解は「『ペイン・アンド・グローリー』で脚本・監督のペドロ・アルモドバルは自らの人生を見事に表現し、そして巨匠ならではの技量を発揮している」となっている。Metacriticには42件の批評家レビューがあり、加重平均値は88/100となっている。

### 受賞
| 受賞とノミネートの一覧 | 受賞とノミネートの一覧           | 受賞とノミネートの一覧       | 受賞とノミネートの一覧                           | 受賞とノミネートの一覧 | 受賞とノミネートの一覧 |
| 年                     | 賞                               | 部門                         | 対象                                             | 結果                   | 参照                   |
| ---------------------- | -------------------------------- | ---------------------------- | ------------------------------------------------ | ---------------------- | ---------------------- |
| 2019年                 | カンヌ国際映画祭                 | パルム・ドール               | ペドロ・アルモドバル                             | ノミネート             |                        |
| 2019年                 | カンヌ国際映画祭                 | 男優賞                       | アントニオ・バンデラス                           | 受賞                   | [ 3 ]                  |
| 2019年                 | カンヌ国際映画祭                 | カンヌ・サウンドトラック賞   | アルベルト・イグレシアス                         | 受賞                   |                        |
| 2019年                 | カンヌ国際映画祭                 | クィア・パルム               | ペドロ・アルモドバル                             | ノミネート             |                        |
| 2019年                 | ハリウッド映画賞                 | 主演男優賞                   | アントニオ・バンデラス                           | 受賞                   | [ 8 ]                  |
| 2019年                 | ニューヨーク映画批評家協会賞     | 主演男優賞                   | アントニオ・バンデラス                           | 受賞                   | [ 9 ]                  |
| 2019年                 | ロサンゼルス映画批評家協会賞     | 外国語映画賞                 | 『ペイン・アンド・グローリー』                   | 受賞                   | [ 9 ]                  |
| 2019年                 | ロサンゼルス映画批評家協会賞     | 主演男優賞                   | アントニオ・バンデラス                           | 受賞                   | [ 9 ]                  |
| 2019年                 | サンディエゴ映画批評家協会賞     | 外国語映画賞                 | 『ペイン・アンド・グローリー』                   | ノミネート             | [ 10 ]                 |
| 2019年                 | サウスイースタン映画批評家協会賞 | 外国語映画賞                 | 『ペイン・アンド・グローリー』                   | 次点                   | [ 11 ]                 |
| 2019年                 | ヨーロッパ映画賞                 | 作品賞                       | 『ペイン・アンド・グローリー』                   | ノミネート             | [ 12 ]                 |
| 2019年                 | ヨーロッパ映画賞                 | 観客賞                       | 『ペイン・アンド・グローリー』                   | ノミネート             | [ 12 ]                 |
| 2019年                 | ヨーロッパ映画賞                 | 監督賞                       | ペドロ・アルモドバル                             | ノミネート             | [ 12 ]                 |
| 2019年                 | ヨーロッパ映画賞                 | 脚本賞                       | ペドロ・アルモドバル                             | ノミネート             | [ 12 ]                 |
| 2019年                 | ヨーロッパ映画賞                 | 男優賞                       | アントニオ・バンデラス                           | 受賞                   | [ 12 ]                 |
| 2019年                 | ヨーロッパ映画賞                 | プロダクション・デザイナー賞 | アンチョン・ゴメス                               | 受賞                   | [ 12 ]                 |
| 2019年                 | サンフランシスコ映画批評家協会賞 | 外国語映画賞                 | 『ペイン・アンド・グローリー』                   | ノミネート             | [ 13 ]                 |
| 2019年                 | サンフランシスコ映画批評家協会賞 | 主演男優賞                   | アントニオ・バンデラス                           | 受賞                   | [ 13 ]                 |
| 2020年                 | 全米映画批評家協会賞             | 主演男優賞                   | アントニオ・バンデラス                           | 受賞                   | [ 9 ]                  |
| 2020年                 | オンライン映画批評家協会賞       | 主演男優賞                   | アントニオ・バンデラス                           | ノミネート             |                        |
| 2020年                 | オンライン映画批評家協会賞       | 非英語作品賞                 | 『ペイン・アンド・グローリー』                   | ノミネート             |                        |
| 2020年                 | ゴールデングローブ賞             | 外国語映画賞                 | 『ペイン・アンド・グローリー』                   | ノミネート             | [ 9 ]                  |
| 2020年                 | ゴールデングローブ賞             | 主演男優賞 (ドラマ部門)      | アントニオ・バンデラス                           | ノミネート             | [ 9 ]                  |
| 2020年                 | クリティクス・チョイス・アワード | 外国語映画賞                 | 『ペイン・アンド・グローリー』                   | ノミネート             |                        |
| 2020年                 | クリティクス・チョイス・アワード | 主演男優賞                   | アントニオ・バンデラス                           | ノミネート             |                        |
| 2020年                 | ゴヤ賞                           | 作品賞                       | 『ペイン・アンド・グローリー』                   | 受賞                   | [ 14 ]                 |
| 2020年                 | ゴヤ賞                           | 監督賞                       | ペドロ・アルモドバル                             | 受賞                   | [ 14 ]                 |
| 2020年                 | ゴヤ賞                           | 主演男優賞                   | アントニオ・バンデラス                           | 受賞                   | [ 14 ]                 |
| 2020年                 | ゴヤ賞                           | 主演女優賞                   | ペネロペ・クルス                                 | ノミネート             | [ 14 ]                 |
| 2020年                 | ゴヤ賞                           | 助演男優賞                   | アシエル・エチェアンディア                       | ノミネート             | [ 14 ]                 |
| 2020年                 | ゴヤ賞                           | 助演男優賞                   | レオナルド・スバラグリア                         | ノミネート             | [ 14 ]                 |
| 2020年                 | ゴヤ賞                           | 助演女優賞                   | フリエタ・セラーノ                               | 受賞                   | [ 14 ]                 |
| 2020年                 | ゴヤ賞                           | 脚本賞                       | ペドロ・アルモドバル                             | 受賞                   | [ 14 ]                 |
| 2020年                 | ゴヤ賞                           | 撮影賞                       | ホセ・ルイス・アルカイネ                         | ノミネート             | [ 14 ]                 |
| 2020年                 | 英国アカデミー賞                 | 非英語作品賞                 | ペドロ・アルモドバル、アグスティン・アルモドバル | ノミネート             |                        |
| 2020年                 | アカデミー賞                     | 国際長編映画賞               | 『ペイン・アンド・グローリー』                   | ノミネート             |                        |
| 2020年                 | アカデミー賞                     | 主演男優賞                   | アントニオ・バンデラス                           | ノミネート             |                        |